# إرفين روزنتال
إرفين روزنتال (بالألمانية: Erwin Rosenthal)‏ هو أستاذ جامعي ألماني، ولد في 18 سبتمبر 1904 في هايلبرون في ألمانيا، وتوفي في 5 يونيو 1991 في كامبريدج في المملكة المتحدة.